# Hiroshige Shiota
Hiroshige Shiota (塩田 広重), né le 14 octobre 1873 dans la préfecture de Kyoto, décédé le 11 mai 1965, est un chirurgien japonais.

## Carrière
Shiota est diplômé en 1899 de l'université impériale de Tokyo où il reste jusqu'en 1907 comme assistant scientifique. Entre 1907 et 1909, il complète un programme d'études à Vienne. Après son retour, il est nommé professeur de chirurgie à l'université de Tokyo et plus tard médecin-chef à l'hôpital universitaire.
En 1919, il est élu président de la Société des chirurgiens japonais.
Lorsqu'en 1930 le premier ministre Osachi Hamaguchi est abattu en gare de Tokyo, il l'opère en ayant recours à une transfusion sanguine, technique encore inhabituelle à l'époque. Après la guerre il est à la tête du bureau de médecine (医療局, Iryō-kyoku) du ministère des Affaires sociales.

## Distinctions
- 1954 : nomination comme Bunka Kōrōsha, au titre de personne de mérite culturel[1]
- 1960 : ordre du Mérite de la République fédérale d'Allemagne

## Source de la traduction
- (de) Cet article est partiellement ou en totalité issu de l’article de Wikipédia en allemand intitulé « Shiota Hiroshige » (voir la liste des auteurs).